# Ozeanienmeisterschaften im Gewichtheben 2000
Die 18. Ozeanienmeisterschaften im Gewichtheben fanden vom 11. bis zum 13. Mai 2000 zum dritten Mal nach 1993 und 1998 in der Republik Nauru statt und galten gleichzeitig als Qualifikation zu den Olympischen Sommerspielen 2000. Die Wettkämpfe wurden in acht Gewichtsklassen der Männer sowie in sieben Gewichtsklassen der Frauen ausgetragen. Die bessere Platzierung erreichte, wer innerhalb einer Klasse die größte Last bewältigte, gezählt wurde dabei in jeder Disziplin der schwerste gelungene Versuch. Für den Zweikampf wurde jeweils der beste Versuch der beiden Einzeldisziplinen gewertet. Sollten mehrere Athleten die gleiche maximale Last gehoben haben, war der nach Körpergewicht leichtere Athlet besser platziert.

## Ergebnisse

### Männer
| Disziplin                               | Gold                             | Gold                             | Silber                           | Silber                           | Bronze                           | Bronze                           |
| Bantamgewicht (Klasse bis 56 kg)        | Bantamgewicht (Klasse bis 56 kg) | Bantamgewicht (Klasse bis 56 kg) | Bantamgewicht (Klasse bis 56 kg) | Bantamgewicht (Klasse bis 56 kg) | Bantamgewicht (Klasse bis 56 kg) | Bantamgewicht (Klasse bis 56 kg) |
| --------------------------------------- | -------------------------------- | -------------------------------- | -------------------------------- | -------------------------------- | -------------------------------- | -------------------------------- |
| Reißen                                  | Chris Burden                     | 102,5 kg                         | Willen Dageago                   | 90 kg                            | Tommy Daniel                     | 82,5 kg                          |
| Stoßen                                  | Chris Burden                     | 125 kg                           | Willen Dageago                   | 120 kg                           | Tommy Daniel                     | 110 kg                           |
| Zweikampf                               | Chris Burden                     | 227,5 kg                         | Willen Dageago                   | 210 kg                           | Tommy Daniel                     | 192,5 kg                         |
| Federgewicht (Klasse bis 62 kg)         |                                  |                                  |                                  |                                  |                                  |                                  |
| Reißen                                  | Marcus Stephen                   | 117,5 kg                         | Manuel Minginfel                 | 105 kg                           | Harvey Tulensru                  | 105 kg                           |
| Stoßen                                  | Marcus Stephen                   | 160 kg                           | Harvey Tulensru                  | 130 kg                           | Chris Olney                      | 125 kg                           |
| Zweikampf                               | Marcus Stephen                   | 277,5 kg                         | Harvey Tulensru                  | 235 kg                           | Manuel Minginfel                 | 225 kg                           |
| Leichtgewicht (Klasse bis 69 kg)        |                                  |                                  |                                  |                                  |                                  |                                  |
| Reißen                                  | Avia Pesamino                    | 115 kg                           | Terry Hughes                     | 110 kg                           | Joe Vueti                        | 107,5 kg                         |
| Stoßen                                  | Joe Vueti                        | 147,5 kg                         | Yukio Peter                      | 142,5 kg                         | Terry Hughes                     | 140 kg                           |
| Zweikampf                               | Joe Vueti                        | 255 kg                           | Avia Pesamino                    | 255 kg                           | Terry Hughes                     | 250 kg                           |
| Mittelgewicht (Klasse bis 77 kg)        |                                  |                                  |                                  |                                  |                                  |                                  |
| Reißen                                  | Damian Brown                     | 140 kg                           | Craig Blythman                   | 137,5 kg                         | Quincy Detenamo                  | 130 kg                           |
| Stoßen                                  | Damian Brown                     | 170 kg                           | Quincy Detenamo                  | 165 kg                           | Craig Blythman                   | 165 kg                           |
| Zweikampf                               | Damian Brown                     | 310 kg                           | Craig Blythman                   | 302,5 kg                         | Quincy Detenamo                  | 295 kg                           |
| Halbschwergewicht (Klasse bis 85 kg)    |                                  |                                  |                                  |                                  |                                  |                                  |
| Reißen                                  | Ofisa Ofisa                      | 145 kg                           | James Swaan                      | 145 kg                           | Michael Pileggi                  | 135 kg                           |
| Stoßen                                  | Ofisa Ofisa                      | 187,5 kg                         | James Swaan                      | 175 kg                           | Pete Fejeran                     | 125 kg                           |
| Zweikampf                               | Ofisa Ofisa                      | 332,5 kg                         | James Swaan                      | 320 kg                           | Viliami Tapaatoutai              | 220 kg                           |
| Mittelschwergewicht (Klasse bis 94 kg)  |                                  |                                  |                                  |                                  |                                  |                                  |
| Reißen                                  | Robert Campbell                  | 140 kg                           | Rodin Thoma                      | 137,5 kg                         | Tony Pavlak                      | 130 kg                           |
| Stoßen                                  | Rodin Thoma                      | 180 kg                           | Niusila Opeloge                  | 170 kg                           | Robert Campbell                  | 165 kg                           |
| Zweikampf                               | Rodin Thoma                      | 317,5 kg                         | Robert Campbell                  | 305 kg                           | Niusila Opeloge                  | 295 kg                           |
| Schwergewicht (Klasse bis 105 kg)       |                                  |                                  |                                  |                                  |                                  |                                  |
| Reißen                                  | Amete Luaki                      | 135 kg                           | Heinz Baker                      | 130 kg                           | Koteti Tenako                    | 105 kg                           |
| Stoßen                                  | Simon Heffernan                  | 180 kg                           | Amete Luaki                      | 177,5 kg                         | Tevita Kofe Ngalu                | 170 kg                           |
| Zweikampf                               | Amete Luaki                      | 312,5 kg                         | Heinz Baker                      | 285 kg                           | Koteti Tenako                    | 240 kg                           |
| Superschwergewicht (Klasse über 105 kg) |                                  |                                  |                                  |                                  |                                  |                                  |
| Reißen                                  | Nigel Avery                      | 167,5 kg                         | Alesana Sione                    | 160 kg                           | Corran Hocking                   | 155 kg                           |
| Stoßen                                  | Isca Kam                         | 205 kg                           | Nigel Avery                      | 202,5 kg                         | Corran Hocking                   | 197,5 kg                         |
| Zweikampf                               | Nigel Avery                      | 370 kg                           | Isca Kam                         | 355 kg                           | Corran Hocking                   | 352,5 kg                         |

### Frauen
| Disziplin                              | Gold                              | Gold                              | Silber                            | Silber                            | Bronze                            | Bronze                            |
| Fliegengewicht (Klasse bis 48 kg)      | Fliegengewicht (Klasse bis 48 kg) | Fliegengewicht (Klasse bis 48 kg) | Fliegengewicht (Klasse bis 48 kg) | Fliegengewicht (Klasse bis 48 kg) | Fliegengewicht (Klasse bis 48 kg) | Fliegengewicht (Klasse bis 48 kg) |
| -------------------------------------- | --------------------------------- | --------------------------------- | --------------------------------- | --------------------------------- | --------------------------------- | --------------------------------- |
| Reißen                                 | Ebonette Deigaeruk                | 55 kg                             | Dika Toua                         | 47,5 kg                           | Francine Dongobir                 | 45 kg                             |
| Stoßen                                 | Ebonette Deigaeruk                | 75 kg                             | Dika Toua                         | 65 kg                             | Francine Dongobir                 | 60 kg                             |
| Zweikampf                              | Ebonette Deigaeruk                | 130 kg                            | Dika Toua                         | 112,5 kg                          | Francine Dongobir                 | 105 kg                            |
| Bantamgewicht (Klasse bis 53 kg)       |                                   |                                   |                                   |                                   |                                   |                                   |
| Reißen                                 | Amanda Inman                      | 57,5 kg                           | Twilite Smith                     | 52,5 kg                           | Arua Mea                          | 50 kg                             |
| Stoßen                                 | Amanda Inman                      | 75 kg                             | Arua Mea                          | 67,5 kg                           | Twilite Smith                     | 65 kg                             |
| Zweikampf                              | Amanda Inman                      | 132,5 kg                          | Arua Mea                          | 117,5 kg                          | Twilite Smith                     | 117,5 kg                          |
| Federgewicht (Klasse bis 58 kg)        |                                   |                                   |                                   |                                   |                                   |                                   |
| Reißen                                 | Rebecca Walton                    | 60 kg                             | Melissa Lynn Fejeran              | 57,5 kg                           | Atata Ratinia                     | 52,5 kg                           |
| Stoßen                                 | Meagan Warthold                   | 100 kg                            | Melissa Lynn Fejeran              | 77,5 kg                           | Atata Ratinia                     | 70 kg                             |
| Zweikampf                              | Melissa Lynn Fejeran              | 135 kg                            | Rebecca Walton                    | 130 kg                            | Atata Ratinia                     | 122,5 kg                          |
| Leichtgewicht (Klasse bis 63 kg)       |                                   |                                   |                                   |                                   |                                   |                                   |
| Reißen                                 | Natasha Barker                    | 85 kg                             | Kesaia Tawai                      | 82,5 kg                           | Sheba Deireragea                  | 70 kg                             |
| Stoßen                                 | Natasha Barker                    | 100 kg                            | Kesaia Tawai                      | 95 kg                             | Sheba Deireragea                  | 85 kg                             |
| Zweikampf                              | Natasha Barker                    | 185 kg                            | Kesaia Tawai                      | 177,5 kg                          | Sheba Deireragea                  | 155 kg                            |
| Mittelgewicht (Klasse bis 69 kg)       |                                   |                                   |                                   |                                   |                                   |                                   |
| Reißen                                 | Michelle Kettner                  | 90 kg                             | Amanda Phillips                   | 75 kg                             | Valeria Pedro                     | 70 kg                             |
| Stoßen                                 | Michelle Kettner                  | 105 kg                            | Amanda Phillips                   | 97,5 kg                           | Valeria Pedro                     | 87,5 kg                           |
| Zweikampf                              | Michelle Kettner                  | 195 kg                            | Amanda Phillips                   | 172,5 kg                          | Valeria Pedro                     | 157,5 kg                          |
| Schwergewicht (Klasse bis 75 kg)       |                                   |                                   |                                   |                                   |                                   |                                   |
| Reißen                                 | Kristy Moore                      | 80 kg                             | Mary Diringa                      | 70 kg                             | Ruby Brown                        | 55 kg                             |
| Stoßen                                 | Kristy Moore                      | 100 kg                            | Mary Diringa                      | 90 kg                             | Ruby Brown                        | 70 kg                             |
| Zweikampf                              | Kristy Moore                      | 180 kg                            | Mary Diringa                      | 160 kg                            | Ruby Brown                        | 125 kg                            |
| Superschwergewicht (Klasse über 75 kg) |                                   |                                   |                                   |                                   |                                   |                                   |
| Reißen                                 | Melissa Bethune                   | 95 kg                             | Olivia Baker                      | 90 kg                             | Sheeva Peo                        | 87,5 kg                           |
| Stoßen                                 | Olivia Baker                      | 122,5 kg                          | Sheeva Peo                        | 120 kg                            | Reanna Solomon                    | 117,5 kg                          |
| Zweikampf                              | Olivia Baker                      | 212,5 kg                          | Melissa Bethune                   | 212,5 kg                          | Sheeva Peo                        | 207,5 kg                          |

### Medaillenspiegel
| Rang | Nation                             | Gold | Silber | Bronze | Gesamt |
| ---- | ---------------------------------- | ---- | ------ | ------ | ------ |
| 1.   | Australien                         | 22   | 7      | 6      | 35     |
| 2.   | Nauru (Gastgeber)                  | 9    | 12     | 16     | 37     |
| 3.   | Neuseeland                         | 5    | 9      | 4      | 18     |
| 4.   | Samoa                              | 4    | 2      | 1      | 7      |
| 5.   | Fidschi                            | 2    | 3      | 1      | 6      |
| 6.   | Neukaledonien                      | 2    | 1      | 0      | 3      |
| 7.   | Guam                               | 1    | 2      | 1      | 4      |
| 8.   | Papua-Neuguinea                    | 0    | 5      | 1      | 6      |
| 9.   | Föderierte Staaten von Mikronesien | 0    | 3      | 2      | 5      |
| 10.  | Amerikanisch-Samoa                 | 0    | 1      | 3      | 4      |
| 11.  | Kiribati                           | 0    | 0      | 5      | 5      |
| 12.  | Palau                              | 0    | 0      | 3      | 3      |
| 13.  | Tonga                              | 0    | 0      | 2      | 2      |